# Stolice (drama)
Stolice (francuski Les Chaises) je apsurdna farsa koju je napisao Eugène Ionesco. Drama je napisana 1952. godine, a iste te godine je i izvedena. Radnja drame govori o dvama likovima znanim kao Stari i Stara i o njihovom ugošćavanju nevidljivih osoba. 

## Likovi
- Stari, 95 godina, je glavni lik drame koji sa svojom suprugom ugošćuje nevidljive osobe kako bi im preko govornika prenio svoje misli.

- Stara, 94 godine, je supruga Starog koja mu pomaže u gostoprimstvu.

- Govornik, 45-50 godina, je lik koji je nevidljivim gostima trebao predstaviti, no ispostavlja se da je on zapravo i nijem i gluh.

- i mnogo drugih osoba - autor u ovu skupinu likova ubraja sve nevidljive goste koji su došli poslušati Starog.

## Radnja
Radnja započinje u domu Starog i Stare koji se pripremaju za dolazak gostiju. Stari je na papir iznio sve svoje misli koje bi trebale poboljšati svijet i čekao je govornika da ih iznese gostima. Stara, njegova supruga, služi mu kao pomoćnica, no u nekim dijelovima utemeljuje mu čak i majku. Ona je u nekim trenucima i znatno entuzijastičnija oko predavanja nego on. 
Dolazak gosta obilježen je komentarom Starog i Stare kako se čuje dolazak čamca, te stavljanjem stolica. Gosti koje oni ugošćuju su nevidljivi i postoje samo u glavama Starog i Stare. No, oni njih ugošćuju kao da su stvarni, kao da ih svi vide. Oni s njima vode uljudne dijaloge, premještaju ih, ugošćuju i poslužuju, no oni nisu svjesni da sve to rade zraku, u njihovim glavama oni postoje. Međutim, imaginarnim osobama pojavljuju se ugledne gospođe, liječnici i vojni časnici. Stari i Stara se prema njima odnose pokorno i dolaskom svakog gosta stavljaju jednu stolicu na pozornicu. 
No, dolaskom sve više gostiju nastaje gužva. Tada se Stari i Stara gube među nevidljivom masom na suprotnim krajevima pozornice. Stara i Stari se međusobno dovikuju sa suprotnih krajeva pozornice uporno tražaći jedno, no na koncu se upuštaju u razgovor s gostima o raznim stvarima. Tijekom tog razgovora u njihov dom ulazi imaginarni kralj, kojem se Stari uporno pokušava prikazati, no ne uspijeva među nevidljivom masom. Tijekom govora s kraljem, Stari i Stara viknu Živio Car! i bace se kroz prozore kraj kojih su stali i umru.
Lik govornika na pozornicu dolazi tijekom razgovora, no cijelo vrijeme stoji mirno. On je odjeven tako da prema nevidljvim gostima koji trebaju biti stvarni izgleda nestvarno. Osim toga, apsurd je u tome što je govornik trebao svima ispričati govor Staroga, no on se počne glasati kao nijem. Ionesco je kroz ovog lika apsurdirao cijelu ideju Starog i cijeli ovaj događaj. Tada govornik na ploču napiše neke besmislene riječi i okrene se gledalištu, no vidjevši da ono nije shvatilo njegovu poruku on ljutito odlazi s pozornice. 
Nakon toga je uslijedila tišina i na pozornici se vide samo stolice i otvorena vrata. Stari i Stara su mrtvi, a govornik je otišao. Tišina i praznina. No, onda se odjednom čuju glasovi nevidljive svjetine, svakakvi glasovi. Prema Ionescu, to sve treba potrajati da bi izazvalo iznenađujući dojam na pravu publiku i da im se ureže u pamćenje. Tada se polako počinje spuštati zastor.